# Tomils
Tomils är dels det tyska namnet på orten Tumegl/Tomils, dels en tidigare kommun i dåvarande distriktet Hinterrhein i den schweiziska kantonen Graubünden.  Kommunen inrättades 2009 genom sammanläggning av de tidigare kommunerna Feldis/Veulden, Scheid, Trans och Tumegl/Tomils. Den upphörde 2015 när kommunen Domleschg bildades.
Förr i tiden talade så gott som hela befolkningen den sutsilvanska dialekten av rätoromanska. Liksom i övriga Hinterrhein-distriktet har dock tyska språket tagit över nästan helt under 1900-talet. 1950 var hälften av befolkningen tyskspråkig i Tumegl/Tomils och Trans, några årtionden senare även i Scheid och Feldis/Vuelden. Vid folkräkningen 2000 var nästan 90% tyskspråkiga. Av de rätoromanskspråkiga bodde de flesta i de mer avlägset belägna byarna Scheid och Feldis. Skolundervisningen bedrivs på tyska. Låg- och mellanstadieeleverna i bergsbyn Feldis går dock i skolan i grannkommunen Rhäzüns, som också är tyskspråkig, men med rätoromanska som skolämne.
Vid reformationen gick kyrkorna i Feldis, Scheid och Trans över till den reformerta läran, medan Tomils behöll den katolska ordningen.